# Adalbert von Neipperg

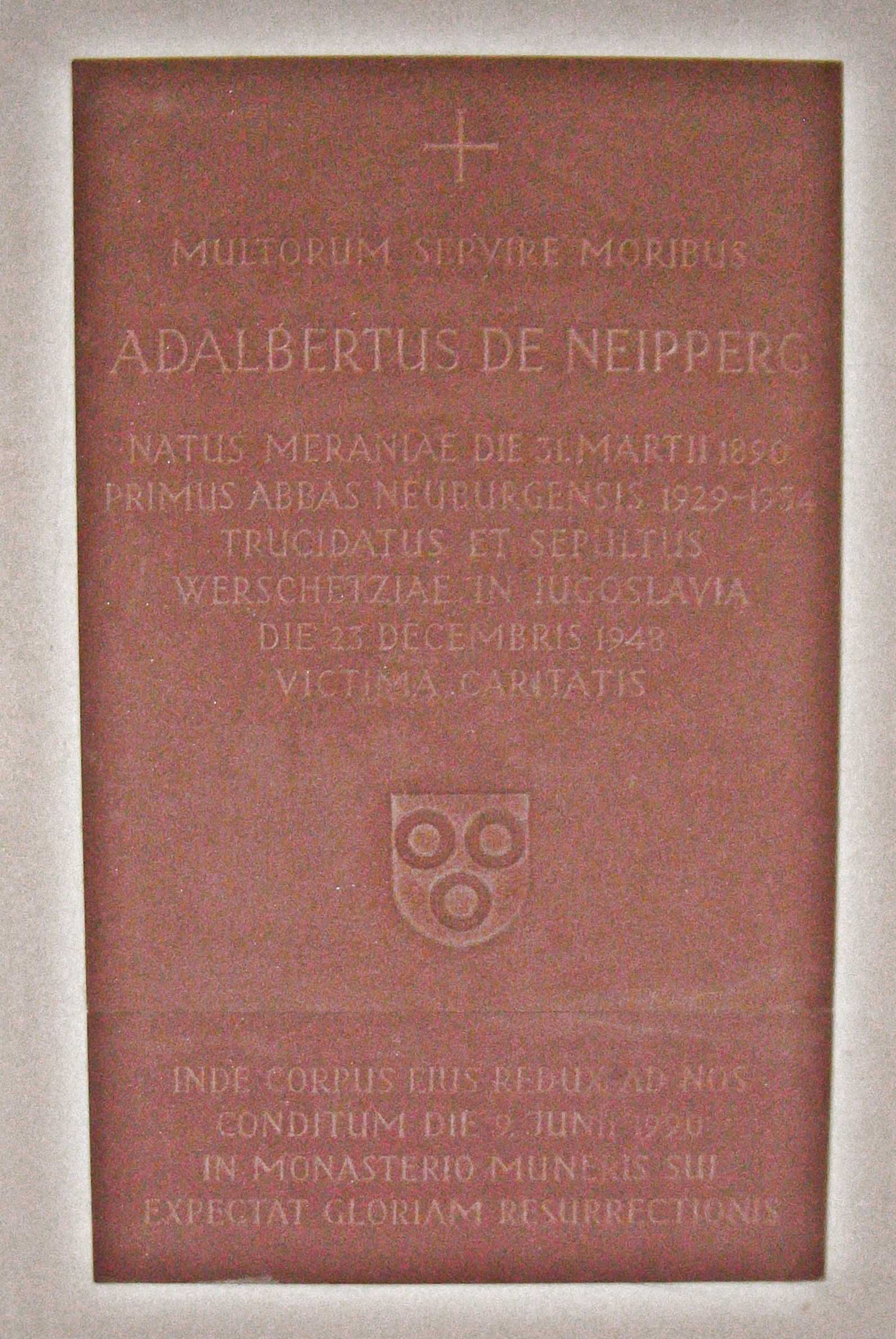
Grabplatte von 1990 im Kloster Neuburg. Die Inschrift bezeichnet ihn als VICTIMA CARITATIS („Opfer für die Liebe“)

Adalbert von Neipperg OSB (* 31. März 1890 in Meran als Karl von Neipperg; † 23. Dezember 1948 in Werschetz) war ein deutscher Graf aus dem Geschlecht derer von Neipperg, Benediktiner und erster Abt des Klosters Neuburg bei Heidelberg. Er war (durch Einbürgerung seines Urgroßvaters Adam Neipperg 1822) auch Bürger der Stadt Sargans in der Schweiz.

## Leben

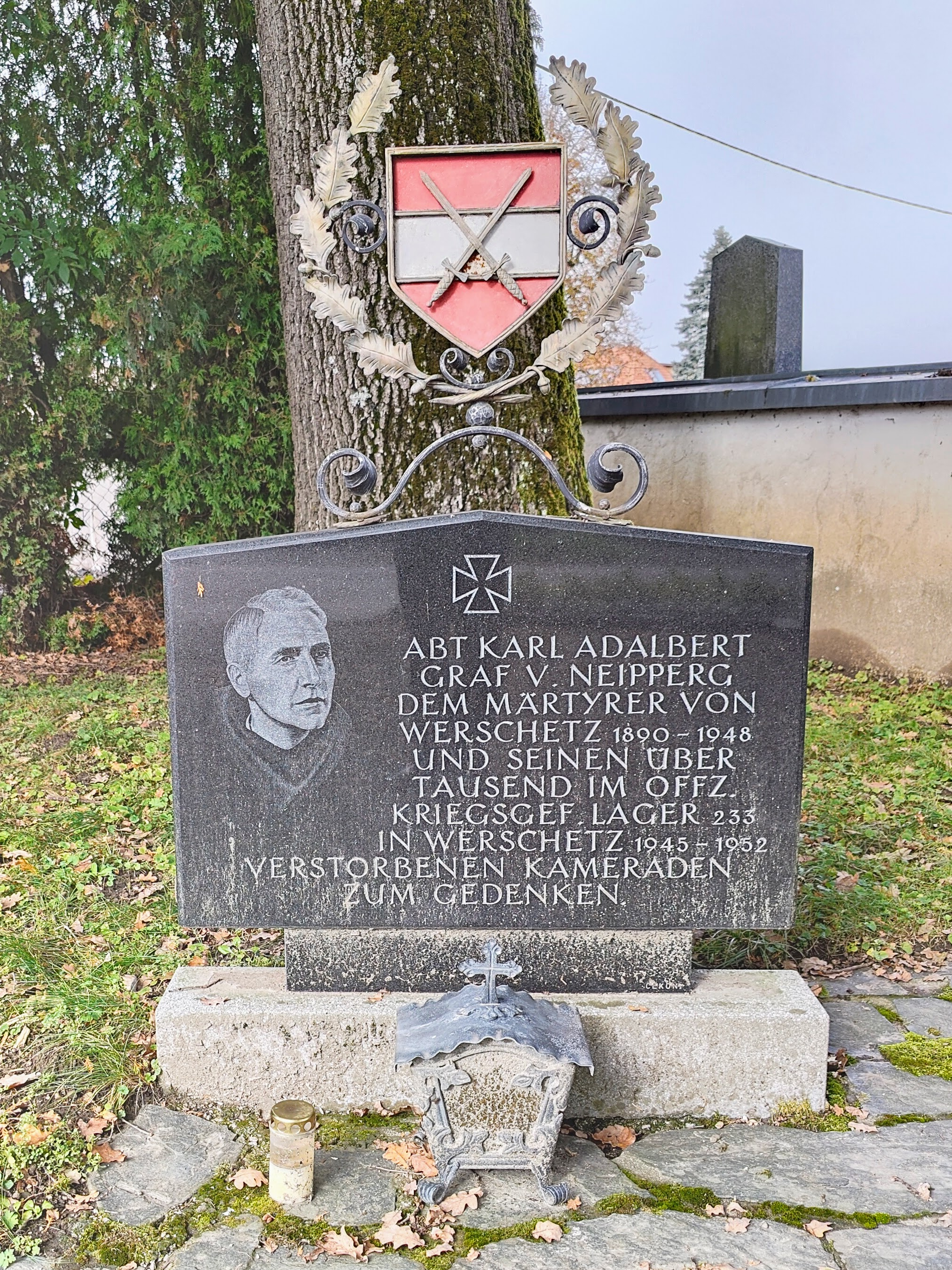
Gedenkstein für den „Märtyrer“ in Klagenfurt

Karl von Neipperg, mit vollem Namen Maria Karl Joseph Georg Friedrich Franz von Sales Hubertus Ignaz Felix Amos Graf von Neipperg, war das fünfte von sechs Kindern des Grafen Reinhard von Neipperg (1856–1919) und dessen Gattin Gabriela Gräfin von Waldstein-Wartenberg (1857–1948). Er wuchs auf Schloss Schwaigern bei Heilbronn auf, dem Familiensitz des Adelsgeschlechts Neipperg. Er studierte zunächst Kunstgeschichte in München.
1908 trat er in der Erzabtei Beuron der Ordensgemeinschaft der Benediktiner bei und nahm den Ordensnamen Adalbert an. Nach seiner philosophischen und theologischen Ausbildung in Maria Laach und Seckau empfing er am 10. August 1920 die Priesterweihe. Er war Klerikerpräfekt und Lektor für Moraltheologie in Beuron. 1928 übernahm er das Amt des Priors der Abtei Benediktsberg im holländischen Vaals. Am 9. Mai 1929 erfolgte die Wahl zum Abt der wiederbegründeten Abtei Neuburg, die von der Erzabtei Beuron übernommen wurde. Die Abtsbenediktion fand am 16. Juni 1929 statt. Er engagierte sich zudem in Leitungsfunktionen beim Bund Neudeutschland.
Aus politischen, wirtschaftlichen und auch gesundheitlichen Gründen trat er 1934 vom Amt des Abts zurück und emigrierte aus Deutschland. Er lebte zunächst in der österreichischen Abtei Seckau, dann als Spiritual im Benediktinerinnenkloster St. Gabriel, dem ersten Frauenkloster der Beuroner Kongregation, auf Schloss Bertholdstein bei Fehring in der Oststeiermark. 1938 wurde er nach Verfolgung durch die Gestapo Seelsorger in der Pfarre seines Cousins Ferdinand von Attems im slowenischen Windisch-Freistritz.
Bei Maribor geriet er 1945 als Sanitäter in jugoslawische Kriegsgefangenschaft. Wegen seines Schweizer Passes wurde ihm mehrfach angeboten, zu gehen. Er blieb jedoch bei den über 1000 teilweise verwundeten Soldaten des Lagers in Werschetz, wo man ihn 1948 zu Tode folterte bzw. ermordete. Er wurde in Werschetz beigesetzt. 1989 überführte man seine Gebeine ins Kloster Neuburg, Heidelberg, wo sie am 9. Juni 1990 beigesetzt wurden.
Michaela von Neipperg (1885–1957), die Schwester Adalberts, war ebenfalls Benediktinerin und wirkte als Ordensoberin in Konstanz.
Adalbert von Neipperg war Ehrenmitglied im Wissenschaftlichen Katholischen Studentenverein Unitas Ruperto Carola zu Heidelberg im UV.

## Gedenken
Die katholische Kirche hat Adalbert von Neipperg als Glaubenszeugen in das deutsche Martyrologium des 20. Jahrhunderts aufgenommen.
Auf dem Friedhof St. Jakob an der Straße in Klagenfurt erinnert eine Gedenktafel an ihn, die ihn als Märtyrer von Werschetz bezeichnet. Auch eine Gedenktafel auf dem Kriegerdenkmal neben dem Benediktinerstift Seckau in der Obersteiermark erinnert an ihn.
Im Juni 2015 wurde bekannt, dass Abt Franziskus die Seligsprechung Adalberts angeregt hat und dass dieses Vorhaben vom Erzbischof der zuständigen Diözese Freiburg unterstützt wird.